# Gizem Ünsal

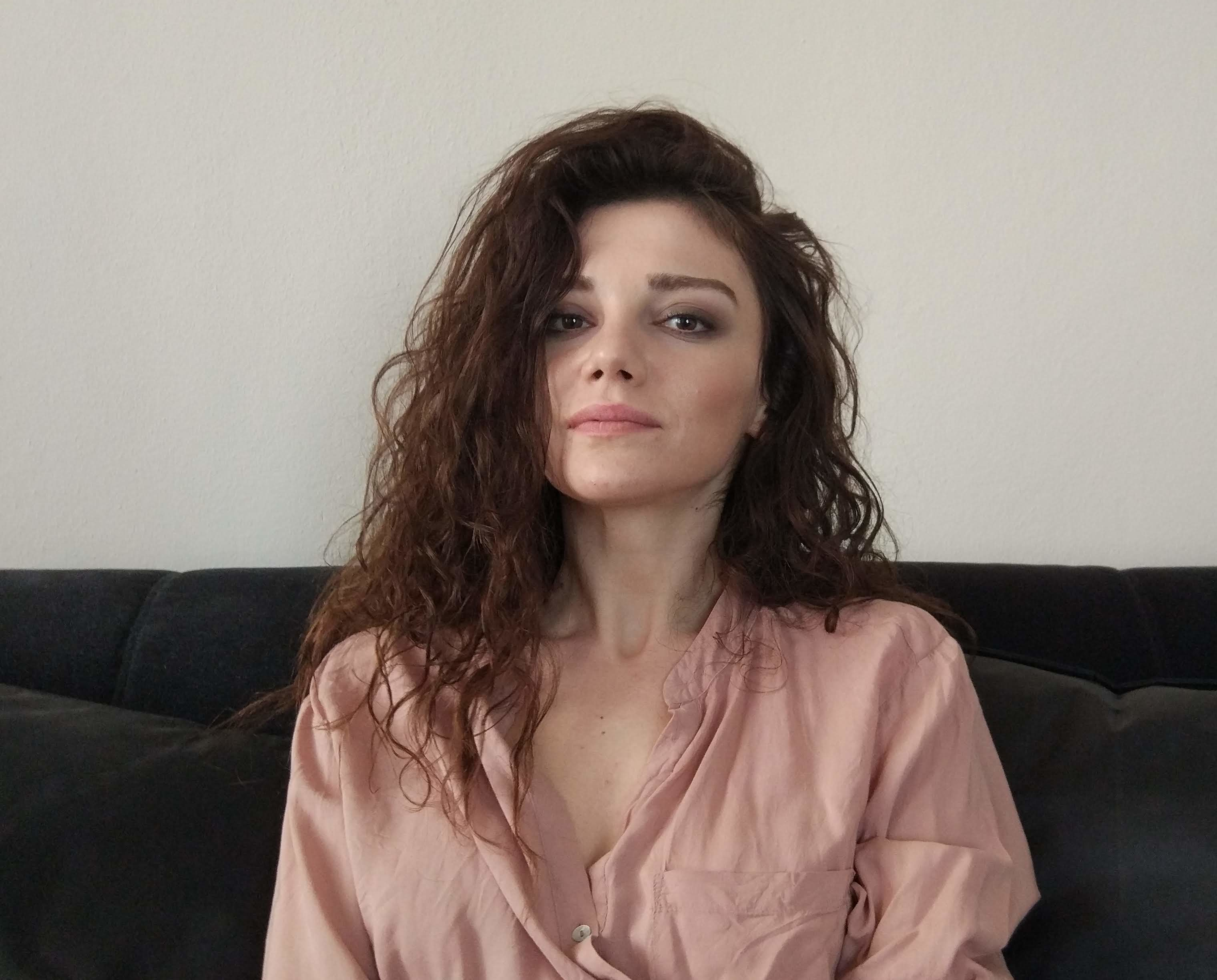
Gizem Ünsal (2020)

Gizem Ünsal (* 1990 in Ankara) ist eine türkische Schauspielerin.

## Leben und Karriere
Ünsal wurde 1990 in Ankara geboren. Ihr Debüt gab sie 2017 in einer Folge in Fazilet Hanım ve Kızları. Anschließend spielte sie 2020 in der Serie Yarım Kalan Aşklar mit. 2021 trat sie in dem Film Bize Müsaade auf. Von 2022 bis 2023  belegte sie in der Serie Bir Küçük Gün Isığı eine der Hauptrollen. Außerdem bekam sie 2024 eine Rolle in Teşkilat.
Ünsal ist auch im Theater aktiv und war in dem Bühnenstück Canlı Maymun Lokantası zu sehen.

## Filmografie
Filme
- 2021: Bize Müsaade

Serien
- 2017: Fazilet Hanım ve Kızları
- 2020: Yarım Kalan Aşklar
- 2022: Sadakatsız
- 2022–2023: Bir Küçük Gün Isığı
- 2024: Teşkilat
- 2025: Kudüs Fatihi Selahaddin Eyyubi